# Medonte (Odissea)
Medonte (in greco antico: Μέδων?, Médōn) è un personaggio mitologico dell’Odissea.
Nell'opera di Omero Medonte è l'araldo dei Proci.
Rimasto fedele alla casa di Ulisse ha svelato a Penelope il complotto di Proci contro Telemaco e per questo fu risparmiato quando il re di Itaca, al ritorno del suo lungo viaggio, mise in pratica la sua vendetta massacrando tutti i Proci e i traditori della sua reggia, incluse le ancelle infedeli.
Solo Medonte e l'aedo Femio si salvarono.